# UEFA Champions League 2020-2021
La UEFA Champions League 2020-2021 è stata la 66ª edizione (la 29ª con la formula attuale) della Champions League, organizzata dalla UEFA. Il torneo è iniziato l'8 agosto 2020 e si è concluso il 29 maggio 2021 con la finale allo stadio do Dragão di Porto, in Portogallo. La finale si sarebbe dovuta disputare allo stadio olimpico Atatürk di Istanbul, in Turchia, che ne ha perso il diritto a causa della pandemia di COVID-19, come già avvenuto per la finale 2020, rinviata e giocata a Lisbona.
I vincitori di questa edizione, il Chelsea, hanno ottenuto la possibilità di sfidare i vincitori della UEFA Europa League 2020-2021 nella Supercoppa UEFA 2021, e di partecipare alle edizioni 2021 e 2025 della Coppa del mondo per club FIFA. Inoltre, si sono qualificati automaticamente per la fase a gironi dell'edizione successiva, ma, se ciò fosse già avvenuto tramite il proprio campionato nazionale, il posto loro riservato sarebbe stato assegnato alla squadra campione dell'undicesima federazione nel ranking UEFA a partire dalla prossima stagione.
Il Bayern Monaco era campione in carica, avendo vinto l'edizione precedente.

## Squadre partecipanti
I posti verranno suddivisi tra 54 delle 55 associazioni affiliate all'UEFA, secondo la seguente tabella:
| Posizione della federazione in base al coefficiente UEFA per nazioni | Numero di squadre partecipanti |
| -------------------------------------------------------------------- | ------------------------------ |
| 1-4                                                                  | 4                              |
| 5-6                                                                  | 3                              |
| 7-15                                                                 | 2                              |
| 16-55                                                                | 1                              |

I vincitori della UEFA Champions League 2019-2020 e della UEFA Europa League 2019-2020 avevano un posto garantito per la fase a gironi; tuttavia questi posti non sono stati utilizzati perché entrambi i vincitori erano già qualificati alla fase a gironi tramite il loro campionato.
|                             |                             | Squadre che accedono nel turno | Squadre provenienti dal turno precedente                                                             |
| --------------------------- | --------------------------- | --- | --- |
| Turno preliminare           | Turno preliminare           | - 4 campioni dalle federazioni 52–55 | |
| Primo turno                 | Primo turno                 | - 33 campioni dalle federazioni 18–51 (eccetto il Liechtenstein) | - vincitore del turno preliminare                                                                    |
| Secondo turno               | Campioni                    | - 3 campioni dalle federazioni 15-17 | - 17 vincitori del primo turno                                                                       |
| Secondo turno               | Piazzate                    | - 6 seconde classificate dalle federazioni 10–15 | |
| Terzo turno                 | Campioni                    | | - 10 vincitori del secondo turno Campioni                                                            |
| Terzo turno                 | Piazzate                    | - 3 seconde classificate dalle federazioni 7–9 | - 3 vincitori del secondo turno Piazzate                                                             |
| Spareggi                    | Campioni                    | - 1 campione della federazione 12 - promossi dal terzo turno campioni: 2 campioni dalle federazioni 13-14 | - 5 vincitori del terzo turno Campioni                                                               |
| Spareggi                    | Piazzate                    | - promossa dal terzo turno piazzate: terza classificata della federazione 6 | - 3 vincitori del terzo turno Piazzate                                                               |
| Fase a gironi               | Fase a gironi               | - 10 campioni dalle federazioni 1–10 - 6 seconde classificate dalle federazioni 1–6 - 4 terze classificate dalle federazioni 1–4 - 4 quarte classificate dalle federazioni 1–4 - Detentore Champions League - Detentore Europa League - promosso dagli spareggi campioni: campione federazione 11 - promossa dal terzo turno piazzate: terza classificata della federazione 5 | - 4 vincitori degli spareggi Campioni - 2 vincitori degli spareggi Piazzate                          |
| Fase a eliminazione diretta | Fase a eliminazione diretta | | - 8 vincitori dei gironi nella fase a gruppi - 8 seconde classificate dei gironi nella fase a gruppi |

### Ranking delle federazioni
| Rank | Federazione     | Coeff.  | Squadre |
| ---- | --------------- | ------- | ------- |
| 1    | Spagna          | 103.569 | 4       |
| 2    | Inghilterra     | 85.462  | 4       |
| 3    | Italia          | 74.725  | 4       |
| 4    | Germania        | 71.927  | 4       |
| 5    | Francia         | 58.498  | 3       |
| 6    | Russia          | 50.549  | 3       |
| 7    | Portogallo      | 48.232  | 2       |
| 8    | Belgio          | 39.900  | 2       |
| 9    | Ucraina         | 38.900  | 2       |
| 10   | Turchia         | 34.600  | 2       |
| 11   | Paesi Bassi     | 32.433  | 2       |
| 12   | Austria         | 31.250  | 2       |
| 13   | Repubblica Ceca | 28.675  | 2       |
| 14   | Grecia          | 27.600  | 2       |
| 15   | Croazia         | 27.375  | 2       |
| 16   | Danimarca       | 27.025  | 1       |
| 17   | Svizzera        | 26.900  | 1       |
| 18   | Cipro           | 24.925  | 1       |
| 19   | Serbia          | 22.250  | 1       |

| Rank | Federazione        | Coeff. | Squadre |
| ---- | ------------------ | ------ | ------- |
| 20   | Scozia             | 22.125 | 1       |
| 21   | Bielorussia        | 21.875 | 1       |
| 22   | Svezia             | 20.900 | 1       |
| 23   | Norvegia           | 20.200 | 1       |
| 24   | Kazakistan         | 19.250 | 1       |
| 25   | Polonia            | 19.250 | 1       |
| 26   | Azerbaigian        | 19.000 | 1       |
| 27   | Israele            | 18.625 | 1       |
| 28   | Bulgaria           | 17.500 | 1       |
| 29   | Romania            | 15.590 | 1       |
| 30   | Slovacchia         | 15.625 | 1       |
| 31   | Slovenia           | 15.000 | 1       |
| 32   | Liechtenstein      | 13.500 | 0       |
| 33   | Ungheria           | 10.500 | 1       |
| 34   | Macedonia del Nord | 8.000  | 1       |
| 35   | Moldavia           | 7.750  | 1       |
| 36   | Albania            | 7.500  | 1       |
| 37   | Irlanda            | 7.450  | 1       |

| Rank | Federazione          | Coeff. | Squadre |
| ---- | -------------------- | ------ | ------- |
| 38   | Finlandia            | 7.275  | 1       |
| 39   | Islanda              | 7.250  | 1       |
| 40   | Bosnia ed Erzegovina | 7.125  | 1       |
| 41   | Lituania             | 6.750  | 1       |
| 42   | Lettonia             | 5.625  | 1       |
| 43   | Lussemburgo          | 5.500  | 1       |
| 44   | Armenia              | 5.250  | 1       |
| 45   | Malta                | 5.125  | 1       |
| 46   | Estonia              | 5.000  | 1       |
| 47   | Georgia              | 4.750  | 1       |
| 48   | Galles               | 4.125  | 1       |
| 49   | Montenegro           | 4.125  | 1       |
| 50   | Fær Øer              | 4.000  | 1       |
| 51   | Gibilterra           | 4.000  | 1       |
| 52   | Irlanda del Nord     | 3.875  | 1       |
| 53   | Kosovo               | 2.500  | 1       |
| 54   | Andorra              | 1.831  | 1       |
| 55   | San Marino           | 0.666  | 1       |

### Lista
I club sono ordinati in base al coefficiente UEFA della federazione di appartenenza. Accanto ad ogni club è indicata la posizione in classifica nel rispettivo campionato.
| Fase a gironi          | Fase a gironi         | Fase a gironi              | Fase a gironi            |
| ---------------------- | --------------------- | -------------------------- | ------------------------ |
| Bayern MonacoCL (1º)   | Manchester Utd (3º)   | RB Lipsia (3º)             | Lokomotiv Mosca (2º)     |
| SivigliaEL (4º)        | Chelsea (4º)          | Borussia M'gladbach (4º)   | Porto (1º)               |
| Real Madrid (1º)       | Juventus (1º)         | Paris Saint-Germain (1º)   | Club Bruges (1º)         |
| Barcellona (2º)        | Inter (2º)            | Olympique Marsiglia (2°)   | Šachtar (1º)             |
| Atlético Madrid (3º)   | Atalanta (3º)         | Rennes (3°)                | İstanbul Başakşehir (1°) |
| Liverpool (1º)         | Lazio (4º)            | Zenit San Pietroburgo (1º) |                          |
| Ajax (1º)              | Manchester City (2º)  | Borussia Dortmund (2º)     |                          |
| Spareggi               |                       |                            |                          |
| Campioni               | Campioni              | Piazzate                   | Piazzate                 |
| Salisburgo (1º)        | Olympiacos (1º)       | Krasnodar (3º)             | Krasnodar (3º)           |
| Slavia Praga (1º)      |                       |                            |                          |
| Terzo turno            |                       |                            |                          |
| Piazzate               |                       |                            |                          |
| Benfica (2º)           | Gent (2º)             | Dinamo Kiev (2º)           |                          |
| Secondo turno          |                       |                            |                          |
| Campioni               | Campioni              | Piazzate                   | Piazzate                 |
| Dinamo Zagabria (1º)   | Young Boys (1º)       | Beşiktaş (3°)              | Viktoria Plzeň (2º)      |
| Midtjylland (1º)       |                       | AZ Alkmaar (2º)            | PAOK (2º)                |
|                        |                       | Rapid Vienna (2º)          | Lokomotiva Zagabria (2º) |
| Primo turno            |                       |                            |                          |
| Omonia (1º)            | Stella Rossa (1º)     | Celtic (1º)                | Dinamo Brėst (1º)        |
| Djurgården (1º)        | Molde (1º)            | Astana (1º)                | Legia Varsavia (1º)      |
| Qarabağ (1º)           | Maccabi Tel Aviv (1º) | Ludogorec (1º)             | CFR Cluj (1º)            |
| Slovan Bratislava (1º) | Celje (1º)            | Ferencváros (1º)           | Sileks Kratovo (2º)      |
| Sheriff Tiraspol (1º)  | Tirana (1º)           | Dundalk (1º)               | KuPS (1°)                |
| KR Reykjavík (1º)      | Sarajevo (1º)         | Sūduva (1º)                | Riga FC (1º)             |
| Fola Esch (1º)         | Ararat-Armenia (1º)   | Floriana (1º)              | Flora Tallinn (1°)       |
| Dinamo Tbilisi (1º)    | Connah's Q.N. (1°)    | Budućnost (1º)             | KÍ Klaksvík (1º)         |
| Europa FC (1º)         |                       |                            |                          |
| Turno preliminare      |                       |                            |                          |
| Linfield (1º)          | Drita (1°)            | Inter Escaldes (1º)        | Tre Fiori (1°)           |

## Date
Il programma della competizione è il seguente. Tutti i sorteggi, tranne quello della fase a gironi, inizialmente previsto ad Atene, in Grecia, che si è svolto a Ginevra, in Svizzera, si svolgono a Nyon, sempre in Svizzera. La competizione avrebbe dovuto iniziare a giugno 2020, ma l'inizio è slittato ad agosto a causa della pandemia di COVID-19. Il nuovo calendario è stato annunciato dal Comitato esecutivo UEFA il 17 giugno 2020.
Tutti i turni di qualificazione, ad eccezione dei play-off, sono stati giocati in turno unico (la squadra che ha giocato in casa è stata decisa dal sorteggio) e sono stati giocati a porte chiuse.
| Fase                        | Turno             | Sorteggio                 | Andata                                       | Ritorno                                      |
| --------------------------- | ----------------- | ------------------------- | -------------------------------------------- | -------------------------------------------- |
| Qualificazioni              | Turno preliminare | 17 luglio 2020 (Nyon)     | 8 agosto 2020 (semifinali)                   | 11 agosto 2020 (finale)                      |
| Qualificazioni              | Primo turno       | 9 agosto 2020 (Nyon)      | 18-19 agosto 2020                            | 18-19 agosto 2020                            |
| Qualificazioni              | Secondo turno     | 10 agosto 2020 (Nyon)     | 25-26 agosto 2020                            | 25-26 agosto 2020                            |
| Qualificazioni              | Terzo turno       | 31 agosto 2020 (Nyon)     | 15-16 settembre 2020                         | 15-16 settembre 2020                         |
| Qualificazioni              | Spareggi          | 1º settembre 2020 (Nyon)  | 22-23 settembre 2020                         | 29-30 settembre 2020                         |
| Fase a gironi               | Prima giornata    | 1º ottobre 2020 (Ginevra) | 20-21 ottobre 2020                           | 20-21 ottobre 2020                           |
| Fase a gironi               | Seconda giornata  | 1º ottobre 2020 (Ginevra) | 27-28 ottobre 2020                           | 27-28 ottobre 2020                           |
| Fase a gironi               | Terza giornata    | 1º ottobre 2020 (Ginevra) | 3-4 novembre 2020                            | 3-4 novembre 2020                            |
| Fase a gironi               | Quarta giornata   | 1º ottobre 2020 (Ginevra) | 24-25 novembre 2020                          | 24-25 novembre 2020                          |
| Fase a gironi               | Quinta giornata   | 1º ottobre 2020 (Ginevra) | 1º-2 dicembre 2020                           | 1º-2 dicembre 2020                           |
| Fase a gironi               | Sesta giornata    | 1º ottobre 2020 (Ginevra) | 8-9 dicembre 2020                            | 8-9 dicembre 2020                            |
| Fase a eliminazione diretta | Ottavi di finale  | 14 dicembre 2020 (Nyon)   | 16-17 e 23-24 febbraio 2021                  | 9-10 e 16-17 marzo 2021                      |
| Fase a eliminazione diretta | Quarti di finale  | 19 marzo 2021 (Nyon)      | 6-7 aprile 2021                              | 13-14 aprile 2021                            |
| Fase a eliminazione diretta | Semifinali        | 19 marzo 2021 (Nyon)      | 27-28 aprile 2021                            | 4-5 maggio 2021                              |
| Finale                      | Finale            | 19 marzo 2021 (Nyon)      | 29 maggio 2021 allo Stadio do Dragão (Porto) | 29 maggio 2021 allo Stadio do Dragão (Porto) |

## Partite

### Fase di qualificazione

#### Turno preliminare
| Squadra 1  | Risultato    | Squadra 2      |
| Semifinali | Semifinali   | Semifinali     |
| ---------- | ------------ | -------------- |
| Tre Fiori  | 0 - 2        | Linfield       |
| Drita      | 2 - 1        | Inter Escaldes |
| Finale     |              |                |
| Drita      | 0 - 3 (tav.) | Linfield       |

#### Primo turno di qualificazione
| Squadra 1        | Risultato       | Squadra 2         |
| ---------------- | --------------- | ----------------- |
| Ferencváros      | 2 - 0           | Djurgården        |
| Celtic           | 6 - 0           | KR Reykjavík      |
| Legia Varsavia   | 1 - 0           | Linfield          |
| Sheriff Tiraspol | 2 - 0           | Fola Esch         |
| Connah's Q.N.    | 0 - 2           | Sarajevo          |
| Stella Rossa     | 5 - 0           | Europa FC         |
| Budućnost        | 1 - 3           | Ludogorec         |
| Ararat-Armenia   | 0 - 1 (dts)     | Omonia            |
| Floriana         | 0 - 2           | CFR Cluj          |
| Maccabi Tel Aviv | 2 - 0           | Riga FC           |
| Qarabağ          | 4 - 0           | Sileks Kratovo    |
| Dinamo Tbilisi   | 0 - 2           | Tirana            |
| Dinamo Brėst     | 6 - 3           | Astana            |
| Molde            | 5 - 0           | KuPS              |
| Flora Tallinn    | 1 - 1 (2-4 dtr) | Sūduva            |
| Celje            | 3 - 0           | Dundalk           |
| KÍ Klaksvík      | 3 - 0 (tav.)    | Slovan Bratislava |

#### Secondo turno di qualificazione
| Squadra 1           | Risultato       | Squadra 2        |
| Campioni            | Campioni        | Campioni         |
| ------------------- | --------------- | ---------------- |
| CFR Cluj            | 2 - 2 (5-6 dtr) | Dinamo Zagabria  |
| Young Boys          | 3 - 1           | KÍ Klaksvík      |
| Celtic              | 1 - 2           | Ferencváros      |
| Sūduva              | 0 - 3           | Maccabi Tel Aviv |
| Legia Varsavia      | 0 - 2 (dts)     | Omonia           |
| Celje               | 1 - 2           | Molde            |
| Ludogorec           | 0 - 1           | Midtjylland      |
| Dinamo Brėst        | 2 - 1           | Sarajevo         |
| Qarabağ             | 2 - 1           | Sheriff Tiraspol |
| Tirana              | 0 - 1           | Stella Rossa     |
| Piazzate            |                 |                  |
| AZ Alkmaar          | 3 - 1 (dts)     | Viktoria Plzeň   |
| PAOK                | 3 - 1           | Beşiktaş         |
| Lokomotiva Zagabria | 0 - 1           | Rapid Vienna     |

#### Terzo turno di qualificazione
| Squadra 1        | Risultato       | Squadra 2       |
| Campioni         | Campioni        | Campioni        |
| ---------------- | --------------- | --------------- |
| Ferencváros      | 2 - 1           | Dinamo Zagabria |
| Qarabağ          | 0 - 0 (5-6 dtr) | Molde           |
| Omonia           | 1 - 1 (4-2 dtr) | Stella Rossa    |
| Midtjylland      | 3 - 0           | Young Boys      |
| Maccabi Tel Aviv | 1 - 0           | Dinamo Brėst    |
| Piazzate         |                 |                 |
| PAOK             | 2 - 1           | Benfica         |
| Dinamo Kiev      | 2 - 0           | AZ Alkmaar      |
| Gent             | 2 - 1           | Rapid Vienna    |

### Spareggi
| Squadra 1        | Totale      | Squadra 2   | Andata   | Ritorno  |
| Campioni         | Campioni    | Campioni    | Campioni | Campioni |
| ---------------- | ----------- | ----------- | -------- | -------- |
| Slavia Praga     | 1 - 4       | Midtjylland | 0 - 0    | 1 - 4    |
| Maccabi Tel Aviv | 2 - 5       | Salisburgo  | 1 - 2    | 1 - 3    |
| Olympiacos       | 2 - 0       | Omonia      | 2 - 0    | 0 - 0    |
| Molde            | 3 - 3 (gfc) | Ferencváros | 3 - 3    | 0 - 0    |
| Piazzate         |             |             |          |          |
| Krasnodar        | 4 - 2       | PAOK        | 2 - 1    | 2 - 1    |
| Gent             | 1 - 5       | Dinamo Kiev | 1 - 2    | 0 - 3    |

### UEFA Champions League

#### Fase a gironi

##### Gruppo A
| Squadra         | Pt | G | V | N | P | GF | GS | DG  |
| --------------- | -- | - | - | - | - | -- | -- | --- |
| Bayern Monaco   | 16 | 6 | 5 | 1 | 0 | 18 | 5  | +13 |
| Atlético Madrid | 9  | 6 | 2 | 3 | 1 | 7  | 8  | -1  |
| Salisburgo      | 4  | 6 | 1 | 1 | 4 | 10 | 17 | -7  |
| Lokomotiv Mosca | 3  | 6 | 0 | 3 | 3 | 5  | 10 | -5  |

| Squadra 1       | Risultato   | Squadra 2       |
| 1ª giornata     | 1ª giornata | 1ª giornata     |
| --------------- | ----------- | --------------- |
| Salisburgo      | 2 - 2       | Lokomotiv Mosca |
| Bayern Monaco   | 4 - 0       | Atlético Madrid |
| 2ª giornata     |             |                 |
| Lokomotiv Mosca | 1 - 2       | Bayern Monaco   |
| Atlético Madrid | 3 - 2       | Salisburgo      |
| 3ª giornata     |             |                 |
| Lokomotiv Mosca | 1 - 1       | Atlético Madrid |
| Salisburgo      | 2 - 6       | Bayern Monaco   |
| 4ª giornata     |             |                 |
| Atlético Madrid | 0 - 0       | Lokomotiv Mosca |
| Bayern Monaco   | 3 - 1       | Salisburgo      |
| 5ª giornata     |             |                 |
| Lokomotiv Mosca | 1 - 3       | Salisburgo      |
| Atlético Madrid | 1 - 1       | Bayern Monaco   |
| 6ª giornata     |             |                 |
| Bayern Monaco   | 2 - 0       | Lokomotiv Mosca |
| Salisburgo      | 0 - 2       | Atlético Madrid |

##### Gruppo B
| Squadra             | Pt | G | V | N | P | GF | GS | DG |
| ------------------- | -- | - | - | - | - | -- | -- | -- |
| Real Madrid         | 10 | 6 | 3 | 1 | 2 | 11 | 9  | +2 |
| Borussia M'gladbach | 8  | 6 | 2 | 2 | 2 | 16 | 9  | +7 |
| Šachtar             | 8  | 6 | 2 | 2 | 2 | 5  | 12 | -7 |
| Inter               | 6  | 6 | 1 | 3 | 2 | 7  | 9  | -2 |

| Squadra 1           | Risultato   | Squadra 2           |
| 1ª giornata         | 1ª giornata | 1ª giornata         |
| ------------------- | ----------- | ------------------- |
| Real Madrid         | 2 - 3       | Šachtar             |
| Inter               | 2 - 2       | Borussia M'gladbach |
| 2ª giornata         |             |                     |
| Šachtar             | 0 - 0       | Inter               |
| Borussia M'gladbach | 2 - 2       | Real Madrid         |
| 3ª giornata         |             |                     |
| Šachtar             | 0 - 6       | Borussia M'gladbach |
| Real Madrid         | 3 - 2       | Inter               |
| 4ª giornata         |             |                     |
| Borussia M'gladbach | 4 - 0       | Šachtar             |
| Inter               | 0 - 2       | Real Madrid         |
| 5ª giornata         |             |                     |
| Šachtar             | 2 - 0       | Real Madrid         |
| Borussia M'gladbach | 2 - 3       | Inter               |
| 6ª giornata         |             |                     |
| Real Madrid         | 2 - 0       | Borussia M'gladbach |
| Inter               | 0 - 0       | Šachtar             |

##### Gruppo C
| Squadra             | Pt | G | V | N | P | GF | GS | DG  |
| ------------------- | -- | - | - | - | - | -- | -- | --- |
| Manchester City     | 16 | 6 | 5 | 1 | 0 | 13 | 1  | +12 |
| Porto               | 13 | 6 | 4 | 1 | 1 | 10 | 3  | +7  |
| Olympiacos          | 3  | 6 | 1 | 0 | 5 | 2  | 10 | -8  |
| Olympique Marsiglia | 3  | 6 | 1 | 0 | 5 | 2  | 13 | -11 |

| Squadra 1           | Risultato   | Squadra 2           |
| 1ª giornata         | 1ª giornata | 1ª giornata         |
| ------------------- | ----------- | ------------------- |
| Manchester City     | 3 - 1       | Porto               |
| Olympiacos          | 1 - 0       | Olympique Marsiglia |
| 2ª giornata         |             |                     |
| Porto               | 2 - 0       | Olympiacos          |
| Olympique Marsiglia | 0 - 3       | Manchester City     |
| 3ª giornata         |             |                     |
| Manchester City     | 3 - 0       | Olympiacos          |
| Porto               | 3 - 0       | Olympique Marsiglia |
| 4ª giornata         |             |                     |
| Olympiacos          | 0 - 1       | Manchester City     |
| Olympique Marsiglia | 0 - 2       | Porto               |
| 5ª giornata         |             |                     |
| Olympique Marsiglia | 2 - 1       | Olympiacos          |
| Porto               | 0 - 0       | Manchester City     |
| 6ª giornata         |             |                     |
| Manchester City     | 3 - 0       | Olympique Marsiglia |
| Olympiacos          | 0 - 2       | Porto               |

##### Gruppo D
| Squadra     | Pt | G | V | N | P | GF | GS | DG |
| ----------- | -- | - | - | - | - | -- | -- | -- |
| Liverpool   | 13 | 6 | 4 | 1 | 1 | 10 | 3  | +7 |
| Atalanta    | 11 | 6 | 3 | 2 | 1 | 10 | 8  | +2 |
| Ajax        | 7  | 6 | 2 | 1 | 3 | 7  | 7  | 0  |
| Midtjylland | 2  | 6 | 0 | 2 | 4 | 4  | 13 | -9 |

| Squadra 1   | Risultato   | Squadra 2   |
| 1ª giornata | 1ª giornata | 1ª giornata |
| ----------- | ----------- | ----------- |
| Ajax        | 0 - 1       | Liverpool   |
| Midtjylland | 0 - 4       | Atalanta    |
| 2ª giornata |             |             |
| Liverpool   | 2 - 0       | Midtjylland |
| Atalanta    | 2 - 2       | Ajax        |
| 3ª giornata |             |             |
| Midtjylland | 1 - 2       | Ajax        |
| Atalanta    | 0 - 5       | Liverpool   |
| 4ª giornata |             |             |
| Liverpool   | 0 - 2       | Atalanta    |
| Ajax        | 3 - 1       | Midtjylland |
| 5ª giornata |             |             |
| Liverpool   | 1 - 0       | Ajax        |
| Atalanta    | 1 - 1       | Midtjylland |
| 6ª giornata |             |             |
| Ajax        | 0 - 1       | Atalanta    |
| Midtjylland | 1 - 1       | Liverpool   |

##### Gruppo E
| Squadra   | Pt | G | V | N | P | GF | GS | DG  |
| --------- | -- | - | - | - | - | -- | -- | --- |
| Chelsea   | 14 | 6 | 4 | 2 | 0 | 14 | 2  | +12 |
| Siviglia  | 13 | 6 | 4 | 1 | 1 | 9  | 8  | +1  |
| Krasnodar | 5  | 6 | 1 | 2 | 3 | 6  | 11 | -5  |
| Rennes    | 1  | 6 | 0 | 1 | 5 | 3  | 11 | -8  |

| Squadra 1   | Risultato   | Squadra 2   |
| 1ª giornata | 1ª giornata | 1ª giornata |
| ----------- | ----------- | ----------- |
| Chelsea     | 0 - 0       | Siviglia    |
| Rennes      | 1 - 1       | Krasnodar   |
| 2ª giornata |             |             |
| Krasnodar   | 0 - 4       | Chelsea     |
| Siviglia    | 1 - 0       | Rennes      |
| 3ª giornata |             |             |
| Siviglia    | 3 - 2       | Krasnodar   |
| Chelsea     | 3 - 0       | Rennes      |
| 4ª giornata |             |             |
| Krasnodar   | 1 - 2       | Siviglia    |
| Rennes      | 1 - 2       | Chelsea     |
| 5ª giornata |             |             |
| Krasnodar   | 1 - 0       | Rennes      |
| Siviglia    | 0 - 4       | Chelsea     |
| 6ª giornata |             |             |
| Chelsea     | 1 - 1       | Krasnodar   |
| Rennes      | 1 - 3       | Siviglia    |

##### Gruppo F
| Squadra               | Pt | G | V | N | P | GF | GS | DG |
| --------------------- | -- | - | - | - | - | -- | -- | -- |
| Borussia Dortmund     | 13 | 6 | 4 | 1 | 1 | 12 | 5  | +7 |
| Lazio                 | 10 | 6 | 2 | 4 | 0 | 11 | 7  | +4 |
| Club Bruges           | 8  | 6 | 2 | 2 | 2 | 8  | 10 | -2 |
| Zenit San Pietroburgo | 1  | 6 | 0 | 1 | 5 | 4  | 13 | -9 |

| Squadra 1             | Risultato   | Squadra 2             |
| 1ª giornata           | 1ª giornata | 1ª giornata           |
| --------------------- | ----------- | --------------------- |
| Zenit San Pietroburgo | 1 - 2       | Club Bruges           |
| Lazio                 | 3 - 1       | Borussia Dortmund     |
| 2ª giornata           |             |                       |
| Borussia Dortmund     | 2 - 0       | Zenit San Pietroburgo |
| Club Bruges           | 1 - 1       | Lazio                 |
| 3ª giornata           |             |                       |
| Zenit San Pietroburgo | 1 - 1       | Lazio                 |
| Club Bruges           | 0 - 3       | Borussia Dortmund     |
| 4ª giornata           |             |                       |
| Lazio                 | 3 - 1       | Zenit San Pietroburgo |
| Borussia Dortmund     | 3 - 0       | Club Bruges           |
| 5ª giornata           |             |                       |
| Borussia Dortmund     | 1 - 1       | Lazio                 |
| Club Bruges           | 3 - 0       | Zenit San Pietroburgo |
| 6ª giornata           |             |                       |
| Zenit San Pietroburgo | 1 - 2       | Borussia Dortmund     |
| Lazio                 | 2 - 2       | Club Bruges           |

##### Gruppo G
| Squadra     | Pt | G | V | N | P | GF | GS | DG  |
| ----------- | -- | - | - | - | - | -- | -- | --- |
| Juventus    | 15 | 6 | 5 | 0 | 1 | 14 | 4  | +10 |
| Barcellona  | 15 | 6 | 5 | 0 | 1 | 16 | 5  | +11 |
| Dinamo Kiev | 4  | 6 | 1 | 1 | 4 | 4  | 13 | -9  |
| Ferencváros | 1  | 6 | 0 | 1 | 5 | 5  | 17 | -12 |

| Squadra 1   | Risultato   | Squadra 2   |
| 1ª giornata | 1ª giornata | 1ª giornata |
| ----------- | ----------- | ----------- |
| Dinamo Kiev | 0 - 2       | Juventus    |
| Barcellona  | 5 - 1       | Ferencváros |
| 2ª giornata |             |             |
| Juventus    | 0 - 2       | Barcellona  |
| Ferencváros | 2 - 2       | Dinamo Kiev |
| 3ª giornata |             |             |
| Barcellona  | 2 - 1       | Dinamo Kiev |
| Ferencváros | 1 - 4       | Juventus    |
| 4ª giornata |             |             |
| Dinamo Kiev | 0 - 4       | Barcellona  |
| Juventus    | 2 - 1       | Ferencváros |
| 5ª giornata |             |             |
| Juventus    | 3 - 0       | Dinamo Kiev |
| Ferencváros | 0 - 3       | Barcellona  |
| 6ª giornata |             |             |
| Barcellona  | 0 - 3       | Juventus    |
| Dinamo Kiev | 1 - 0       | Ferencváros |

##### Gruppo H
| Squadra             | Pt | G | V | N | P | GF | GS | DG  |
| ------------------- | -- | - | - | - | - | -- | -- | --- |
| Paris Saint-Germain | 12 | 6 | 4 | 0 | 2 | 13 | 6  | +7  |
| RB Lipsia           | 12 | 6 | 4 | 0 | 2 | 11 | 12 | -1  |
| Manchester Utd      | 9  | 6 | 3 | 0 | 3 | 15 | 10 | +5  |
| İstanbul Başakşehir | 3  | 6 | 1 | 0 | 5 | 7  | 18 | -11 |

| Squadra 1           | Risultato   | Squadra 2           |
| 1ª giornata         | 1ª giornata | 1ª giornata         |
| ------------------- | ----------- | ------------------- |
| Paris Saint-Germain | 1 - 2       | Manchester Utd      |
| RB Lipsia           | 2 - 0       | İstanbul Başakşehir |
| 2ª giornata         |             |                     |
| İstanbul Başakşehir | 0 - 2       | Paris Saint-Germain |
| Manchester Utd      | 5 - 0       | RB Lipsia           |
| 3ª giornata         |             |                     |
| İstanbul Başakşehir | 2 - 1       | Manchester Utd      |
| RB Lipsia           | 2 - 1       | Paris Saint-Germain |
| 4ª giornata         |             |                     |
| Manchester Utd      | 4 - 1       | İstanbul Başakşehir |
| Paris Saint-Germain | 1 - 0       | RB Lipsia           |
| 5ª giornata         |             |                     |
| İstanbul Başakşehir | 3 - 4       | RB Lipsia           |
| Manchester Utd      | 1 - 3       | Paris Saint-Germain |
| 6ª giornata         |             |                     |
| Paris Saint-Germain | 5 - 1       | İstanbul Başakşehir |
| RB Lipsia           | 3 - 2       | Manchester Utd      |

#### Fase a eliminazione diretta
|  | Ottavi di finale    | Ottavi di finale          | Ottavi di finale | Ottavi di finale |   |                 | Quarti di finale | Quarti di finale | Quarti di finale | Quarti di finale |  |                     | Semifinali | Semifinali | Semifinali | Semifinali |                 |   | Finale | Finale |
|  |                     |                           |                  |                  |   |                 |                  |                  |                  |                  |  |                     |            |            |            |            |                 |   |        |        |
|  | Lazio               | 1                         | 1                | 2                |   |                 |                  |                  |                  |                  |  |                     |            |            |            |            |                 |   |        |        |
|  | Bayern Monaco       | 4                         | 2                | 6                |   |                 |                  |                  |                  |                  |  |                     |            |            |            |            |                 |   |        |        |
|  | Bayern Monaco       | 4                         | 2                | 6                |   | Bayern Monaco   | 2                | 1                | 3                |                  |  |                     |            |            |            |            |                 |   |        |        |
|  |                     |                           |                  |                  |   | Bayern Monaco   | 2                | 1                | 3                |                  |  |                     |            |            |            |            |                 |   |        |        |
|  |                     | Paris Saint-Germain (gfc) | 3                | 0                | 3 |                 |                  |                  |                  |                  |  |                     |            |            |            |            |                 |   |        |        |
|  | Barcellona          | Paris Saint-Germain (gfc) | 3                | 0                | 3 | 1               | 1                | 2                |                  |                  |  |                     |            |            |            |            |                 |   |        |        |
|  | Barcellona          |                           |                  |                  |   | 1               | 1                | 2                |                  |                  |  |                     |            |            |            |            |                 |   |        |        |
|  | Paris Saint-Germain | 4                         | 1                | 5                |   |                 |                  |                  |                  |                  |  |                     |            |            |            |            |                 |   |        |        |
|  | Paris Saint-Germain | 4                         | 1                | 5                |   |                 |                  |                  |                  |                  |  | Paris Saint-Germain | 1          | 0          | 1          |            |                 |   |        |        |
|  |                     |                           |                  |                  |   |                 |                  |                  |                  |                  |  | Paris Saint-Germain | 1          | 0          | 1          |            |                 |   |        |        |
|  |                     | Manchester City           | 2                | 2                | 4 |                 |                  |                  |                  |                  |  |                     |            |            |            |            |                 |   |        |        |
|  | Borussia M'gladbach | Manchester City           | 2                | 2                | 4 | 0               | 0                | 0                |                  |                  |  |                     |            |            |            |            |                 |   |        |        |
|  | Borussia M'gladbach |                           |                  |                  |   | 0               | 0                | 0                |                  |                  |  |                     |            |            |            |            |                 |   |        |        |
|  | Manchester City     | 2                         | 2                | 4                |   |                 |                  |                  |                  |                  |  |                     |            |            |            |            |                 |   |        |        |
|  | Manchester City     | 2                         | 2                | 4                |   | Manchester City | 2                | 2                | 4                |                  |  |                     |            |            |            |            |                 |   |        |        |
|  |                     |                           |                  |                  |   | Manchester City | 2                | 2                | 4                |                  |  |                     |            |            |            |            |                 |   |        |        |
|  |                     | Borussia Dortmund         | 1                | 1                | 2 |                 |                  |                  |                  |                  |  |                     |            |            |            |            |                 |   |        |        |
|  | Siviglia            | Borussia Dortmund         | 1                | 1                | 2 | 2               | 2                | 4                |                  |                  |  |                     |            |            |            |            |                 |   |        |        |
|  | Siviglia            |                           |                  |                  |   | 2               | 2                | 4                |                  |                  |  |                     |            |            |            |            |                 |   |        |        |
|  | Borussia Dortmund   | 3                         | 2                | 5                |   |                 |                  |                  |                  |                  |  |                     |            |            |            |            |                 |   |        |        |
|  | Borussia Dortmund   | 3                         | 2                | 5                |   |                 |                  |                  |                  |                  |  |                     |            |            |            |            | Manchester City | 0 |        |        |
|  |                     |                           |                  |                  |   |                 |                  |                  |                  |                  |  |                     |            |            |            |            |                 | 0 |        |        |
|  |                     | Chelsea                   | 1                |                  |   |                 |                  |                  |                  |                  |  |                     |            |            |            |            |                 |   |        |        |
|  | Atalanta            | Chelsea                   | 1                | 0                | 1 | 1               |                  |                  |                  |                  |  |                     |            |            |            |            |                 |   |        |        |
|  | Atalanta            |                           |                  | 0                | 1 | 1               |                  |                  |                  |                  |  |                     |            |            |            |            |                 |   |        |        |
|  | Real Madrid         | 1                         | 3                | 4                |   |                 |                  |                  |                  |                  |  |                     |            |            |            |            |                 |   |        |        |
|  | Real Madrid         | 1                         | 3                | 4                |   | Real Madrid     | 3                | 0                | 3                |                  |  |                     |            |            |            |            |                 |   |        |        |
|  |                     |                           |                  |                  |   | Real Madrid     | 3                | 0                | 3                |                  |  |                     |            |            |            |            |                 |   |        |        |
|  |                     | Liverpool                 | 1                | 0                | 1 |                 |                  |                  |                  |                  |  |                     |            |            |            |            |                 |   |        |        |
|  | RB Lipsia           | Liverpool                 | 1                | 0                | 1 | 0               | 0                | 0                |                  |                  |  |                     |            |            |            |            |                 |   |        |        |
|  | RB Lipsia           |                           |                  |                  |   | 0               | 0                | 0                |                  |                  |  |                     |            |            |            |            |                 |   |        |        |
|  | Liverpool           | 2                         | 2                | 4                |   |                 |                  |                  |                  |                  |  |                     |            |            |            |            |                 |   |        |        |
|  | Liverpool           | 2                         | 2                | 4                |   |                 |                  |                  |                  |                  |  | Real Madrid         | 1          | 0          | 1          |            |                 |   |        |        |
|  |                     |                           |                  |                  |   |                 |                  |                  |                  |                  |  | Real Madrid         | 1          | 0          | 1          |            |                 |   |        |        |
|  |                     | Chelsea                   | 1                | 2                | 3 |                 |                  |                  |                  |                  |  |                     |            |            |            |            |                 |   |        |        |
|  | Porto (dts), (gfc)  | Chelsea                   | 1                | 2                | 3 | 2               | 2                | 4                |                  |                  |  |                     |            |            |            |            |                 |   |        |        |
|  | Porto (dts), (gfc)  |                           |                  |                  |   | 2               | 2                | 4                |                  |                  |  |                     |            |            |            |            |                 |   |        |        |
|  | Juventus            | 1                         | 3                | 4                |   |                 |                  |                  |                  |                  |  |                     |            |            |            |            |                 |   |        |        |
|  | Juventus            | 1                         | 3                | 4                |   | Porto           | 0                | 1                | 1                |                  |  |                     |            |            |            |            |                 |   |        |        |
|  |                     |                           |                  |                  |   | Porto           | 0                | 1                | 1                |                  |  |                     |            |            |            |            |                 |   |        |        |
|  |                     | Chelsea                   | 2                | 0                | 2 |                 |                  |                  |                  |                  |  |                     |            |            |            |            |                 |   |        |        |
|  | Atlético Madrid     | Chelsea                   | 2                | 0                | 2 | 0               | 0                | 0                |                  |                  |  |                     |            |            |            |            |                 |   |        |        |
|  | Atlético Madrid     |                           |                  |                  |   | 0               | 0                | 0                |                  |                  |  |                     |            |            |            |            |                 |   |        |        |
|  | Chelsea             | 1                         | 2                | 3                |   |                 |                  |                  |                  |                  |  |                     |            |            |            |            |                 |   |        |        |

##### Ottavi di finale
| Squadra 1           | Totale      | Squadra 2           | Andata | Ritorno     |
| ------------------- | ----------- | ------------------- | ------ | ----------- |
| Borussia M'gladbach | 0 - 4       | Manchester City     | 0 - 2  | 0 - 2       |
| Lazio               | 2 - 6       | Bayern Monaco       | 1 - 4  | 1 - 2       |
| Atlético Madrid     | 0 - 3       | Chelsea             | 0 - 1  | 0 - 2       |
| RB Lipsia           | 0 - 4       | Liverpool           | 0 - 2  | 0 - 2       |
| Porto               | 4 - 4 (gfc) | Juventus            | 2 - 1  | 2 - 3 (dts) |
| Barcellona          | 2 - 5       | Paris Saint-Germain | 1 - 4  | 1 - 1       |
| Siviglia            | 4 - 5       | Borussia Dortmund   | 2 - 3  | 2 - 2       |
| Atalanta            | 1 - 4       | Real Madrid         | 0 - 1  | 1 - 3       |

##### Quarti di finale
| Squadra 1       | Totale      | Squadra 2           | Andata | Ritorno |
| --------------- | ----------- | ------------------- | ------ | ------- |
| Manchester City | 4 - 2       | Borussia Dortmund   | 2 - 1  | 2 - 1   |
| Porto           | 1 - 2       | Chelsea             | 0 - 2  | 1 - 0   |
| Bayern Monaco   | 3 - 3 (gfc) | Paris Saint-Germain | 2 - 3  | 1 - 0   |
| Real Madrid     | 3 - 1       | Liverpool           | 3 - 1  | 0 - 0   |

##### Semifinali
| Squadra 1           | Totale | Squadra 2       | Andata | Ritorno |
| ------------------- | ------ | --------------- | ------ | ------- |
| Paris Saint-Germain | 1 - 4  | Manchester City | 1 - 2  | 0 - 2   |
| Real Madrid         | 1 - 3  | Chelsea         | 1 - 1  | 0 - 2   |

##### Finale
| Arbitro: | Antonio Mateu Lahoz |

|  |           |             |
|  | Marcatori | 42’ Havertz |

| Manchester City | Chelsea |

| P               | 31 | Ederson             |     |     |
| D               | 2  | Kyle Walker         |     |     |
| D               | 5  | John Stones         |     |     |
| D               | 3  | Rúben Dias          |     |     |
| D               | 11 | Oleksandr Zinchenko |     |     |
| C               | 20 | Bernardo Silva      |     | 64’ |
| C               | 8  | İlkay Gündoğan      | 35’ |     |
| C               | 47 | Phil Foden          |     |     |
| C               | 17 | Kevin De Bruyne     |     | 60’ |
| A               | 26 | Riyad Mahrez        |     |     |
| A               | 7  | Raheem Sterling     |     | 77’ |
| A disposizione: |    |                     |     |     |
| P               | 13 | Zack Steffen        |     |     |
| P               | 33 | Scott Carson        |     |     |
| D               | 6  | Nathan Aké          |     |     |
| D               | 14 | Aymeric Laporte     |     |     |
| D               | 22 | Benjamin Mendy      |     |     |
| D               | 27 | João Cancelo        |     |     |
| D               | 50 | Eric García         |     |     |
| C               | 16 | Rodri               |     |     |
| C               | 25 | Fernandinho         |     | 64’ |
| A               | 9  | Gabriel Jesus       | 88’ | 60’ |
| A               | 10 | Sergio Agüero       |     | 77’ |
| A               | 21 | Ferrán Torres       |     |     |
| Allenatore:     |    |                     |     |     |
| Pep Guardiola   |    |                     |     |     |

| P               | 16 | Édouard Mendy       |     |     |
| D               | 28 | César Azpilicueta   |     |     |
| D               | 6  | Thiago Silva        |     | 39’ |
| D               | 2  | Antonio Rüdiger     | 57’ |     |
| D               | 24 | Reece James         |     |     |
| D               | 21 | Ben Chilwell        |     |     |
| C               | 5  | Jorginho            |     |     |
| C               | 7  | N'Golo Kanté        |     |     |
| A               | 29 | Kai Havertz         |     |     |
| A               | 19 | Mason Mount         |     | 80’ |
| A               | 11 | Timo Werner         |     | 66’ |
| A disposizione: |    |                     |     |     |
| P               | 1  | Kepa Arrizabalaga   |     |     |
| P               | 13 | Willy Caballero     |     |     |
| D               | 3  | Marcos Alonso       |     |     |
| D               | 4  | Andreas Christensen |     | 39’ |
| D               | 15 | Kurt Zouma          |     |     |
| D               | 33 | Emerson Palmieri    |     |     |
| C               | 10 | Christian Pulisic   |     | 66’ |
| C               | 17 | Mateo Kovačić       |     | 80’ |
| C               | 20 | Callum Hudson-Odoi  |     |     |
| C               | 22 | Hakim Ziyech        |     |     |
| C               | 23 | Billy Gilmour       |     |     |
| A               | 18 | Olivier Giroud      |     |     |
| Allenatore:     |    |                     |     |     |
| Thomas Tuchel   |    |                     |     |     |

## Classifica marcatori
Aggiornata al 29 maggio 2021.
| Gol | Rigori |  | Giocatore          | Squadra             |
| --- | ------ |  | ------------------ | ------------------- |
| 10  | 1      |  | Erling Haaland     | Borussia Dortmund   |
| 8   | 2      |  | Kylian Mbappé      | Paris Saint-Germain |
| 6   | 1      |  | Olivier Giroud     | Chelsea             |
| 6   | 1      |  | Youssef En-Nesyri  | Siviglia            |
| 6   | 1      |  | Marcus Rashford    | Manchester Utd      |
| 6   |        |  | Álvaro Morata      | Juventus            |
| 6   | 1      |  | Neymar             | Paris Saint-Germain |
| 6   | 1      |  | Mohamed Salah      | Liverpool           |
| 6   |        |  | Karim Benzema      | Real Madrid         |
| 5   | 3      |  | Ciro Immobile      | Lazio               |
| 5   | 2      |  | Robert Lewandowski | Bayern Monaco       |
| 5   | 4      |  | Lionel Messi       | Barcellona          |
| 5   |        |  | Alassane Pléa      | Borussia M'gladbach |
| 5   | 3      |  | Sérgio Oliveira    | Porto               |

## Squadra della stagione
La squadra della stagione è stata selezionata al termine del torneo.
| Ruolo | Naz.                   | Giocatore          | Squadra             |
| ----- | ---------------------- | ------------------ | ------------------- |
| P     | Belgio (bandiera)      | Thibaut Courtois   | Real Madrid         |
| P     | Brasile (bandiera)     | Ederson            | Manchester City     |
| P     | Senegal (bandiera)     | Édouard Mendy      | Chelsea             |
| D     | Spagna (bandiera)      | César Azpilicueta  | Chelsea             |
| D     | Portogallo (bandiera)  | Rúben Dias         | Manchester City     |
| D     | Brasile (bandiera)     | Marquinhos         | Paris Saint-Germain |
| D     | Germania (bandiera)    | Antonio Rüdiger    | Chelsea             |
| D     | Inghilterra (bandiera) | Ben Chilwell       | Chelsea             |
| D     | Austria (bandiera)     | David Alaba        | Bayern Monaco       |
| C     | Italia (bandiera)      | Jorginho           | Chelsea             |
| C     | Inghilterra (bandiera) | Mason Mount        | Chelsea             |
| C     | Francia (bandiera)     | N'Golo Kanté       | Chelsea             |
| C     | Belgio (bandiera)      | Kevin De Bruyne    | Manchester City     |
| C     | Germania (bandiera)    | İlkay Gündoğan     | Manchester City     |
| C     | Croazia (bandiera)     | Luka Modrić        | Real Madrid         |
| C     | Portogallo (bandiera)  | Sérgio Oliveira    | Porto               |
| C     | Inghilterra (bandiera) | Phil Foden         | Manchester City     |
| A     | Norvegia (bandiera)    | Erling Haaland     | Borussia Dortmund   |
| A     | Francia (bandiera)     | Kylian Mbappé      | Paris Saint-Germain |
| A     | Polonia (bandiera)     | Robert Lewandowski | Bayern Monaco       |
| A     | Francia (bandiera)     | Karim Benzema      | Real Madrid         |
| A     | Brasile (bandiera)     | Neymar             | Paris Saint-Germain |
| A     | Argentina (bandiera)   | Lionel Messi       | Barcellona          |